# Arth (Furth)
Arth ist ein Gemeindeteil der Gemeinde Furth im niederbayerischen Landkreis Landshut. Bis 1978 bildete es eine selbstständige Gemeinde.

## Lage
Das Kirchdorf Arth liegt an der Pfettrach etwa zwei Kilometer östlich von Furth an der B 299.

## Geschichte
Schenkungsurkunden aus den Jahren 814 und 822 weisen auf eine Grundherrschaft in diesem Gebiet hin. 1028 ist Arth in der Güteraufzeichnung des Klosters St. Emmeram erstmals urkundlich erwähnt. Arth bildete eine Obmannschaft im Amt Altdorf. Der Ort bestand 1752 aus 16 Anwesen.
Die Gemeinde Arth ging aus dem gleichnamigen Steuerdistrikt hervor. Sie wurde im Zuge der Gebietsreform in Bayern am 1. Mai 1978 in die Gemeinde Furth eingegliedert. Im Further Wappen steht für die Altgemeinde Arth das gebrochene Rad der Hl. Katharina.

## Baudenkmäler
- Filialkirche St. Katharina. Sie wurde in den Jahren 1708 bis 1710 von Hans Widtmann aus Pfeffenhausen erbaut und ist bis heute im einheitlichen Barockstil erhalten. Der barocke Hochaltar stammt aus der Zeit um 1680 und stand bis 1710 in Eching. Er enthält statt eines Altarblatts eine Holzfigur der heiligen Maria mit Kind und Zepter von 1470. Die Seitenfiguren entstanden 1510 bis 1520. Die Seitenaltäre wurden Mitte des 18. Jahrhunderts im Rokokostil ausgeführt. Eine Rosenkranzmadonna mit Kind und Apfel stammt von um 1500.

## Vereine
- CSU Ortsverband Arth
- Burschenverein und Mädchengruppe Arth
- Freiwillige Feuerwehr Arth
- Edelweiß-Schützen Arth
- KSK Arth